# Schertz (Texas)
Schertz ist eine Stadt im US-Bundesstaat Texas in den Vereinigten Staaten. Sie verteilt sich auf die Counties Guadalupe, Bexar und Comal innerhalb der Metropolregion von San Antonio. Die Einwohnerzahl lag 2020 bei 42.002 Menschen. Die Randolph Air Force Base liegt in der Nähe.

## Geschichte
Die ersten Siedler kamen um 1843 nach Schertz und stammten meistens aus dem deutschsprachigen Raum. Einige der Familien in der unmittelbaren Umgebung von Schertz waren die Boettigers, Schertzs, Schneiders, Seilers, Maskes und Mergeles. Mitglieder der Familie Schertz wohnen noch immer in der Stadt. Die ersten Siedler bauten Weizen, Hafer und Mais an, für deren Ernte und Verarbeitung keine speziellen Geräte erforderlich waren. In späteren Jahren wurde Baumwolle angebaut, die sich als ertragreiche Nutzpflanze erwies. Im Jahr 1870 wurde die erste Entkörnungsmaschine von der Familie Schertz gebaut. Sie wurde von Maultieren und später von Dampf angetrieben. 1899 wurde der Ort zu Ehren der Familie von Cut Off in Schertz umbenannt. Im 20. Jahrhundert explodierte die Bevölkerung aufgrund der Nähe zu San Antonio.

## Demografie
Nach der Volkszählung von 2020 leben in Schertz 42.002 Menschen. Die Bevölkerung teilt sich 2019 auf in 69,9 % Weiße, 12,0 % Afroamerikaner, 0,3 % amerikanische Ureinwohner, 3,1 % Asiaten, 0,6 % Ozeanier und 4,4 % mit zwei oder mehr Ethnizitäten. Hispanics oder Latinos aller Ethnien machten 31,4 % der Bevölkerung aus. Das mittlere Haushaltseinkommen lag bei 87.059 US-Dollar und die Armutsquote lag bei 5,7 % der Bevölkerung.